# Боркен
Боркен (нем. Borken) — город в Германии, районный центр, расположен в земле Северный Рейн-Вестфалия.
Подчинён административному округу Мюнстер. Входит в состав района Боркен. Занимает площадь 152,97 км². Официальный код — 05 5 54 012. Является третьим по величине в районе Боркен после Бохольта и Гронау.

## География

### Физико-географическое положение
Боркен расположен в пределах природно-территориального комплекса, называемого «Вестмюнстерланд» — в целом низкой слабо-холмистой равнины. В востоку от города простирается природный парк Хоэ Марк и западные склоны возвышенной гряды Ди Берге, с которых берут своё начало реки Боркенер Аа и Бохольтер Аа, протекающие через город.

### Соседние территории
| Винтерсвейк Нидерланды | Зюдлон район Боркен   | Фелен район Боркен           |
| Реде район Боркен      | Компас                | Хайден район Боркен          |
|                        | Расфельд район Боркен | Дорстен район Рекклингхаузен |

### Население
Население города (по данным на 30 июня 2019 года) составляет 42 тысячи 631 человек, из них 20 тысяч 943 мужчины и 21 тысяча 688 женщин. Такое число жителей стало насчитываться после административной реформы, в результате которой к городу были присоединены 9 соседних общин.
Известен национальный состав и количество мигрантов, проживающих в Боркене. Всего их 3363 (по данным на 31 декабря 2018 года). Среди них поляков — 627, сирийцев — 408, нидерландцев — 262, русских — 74, украинцев — 32, белоруссов — 8.

### Структура территории

Положение города Боркен на карте района Боркен

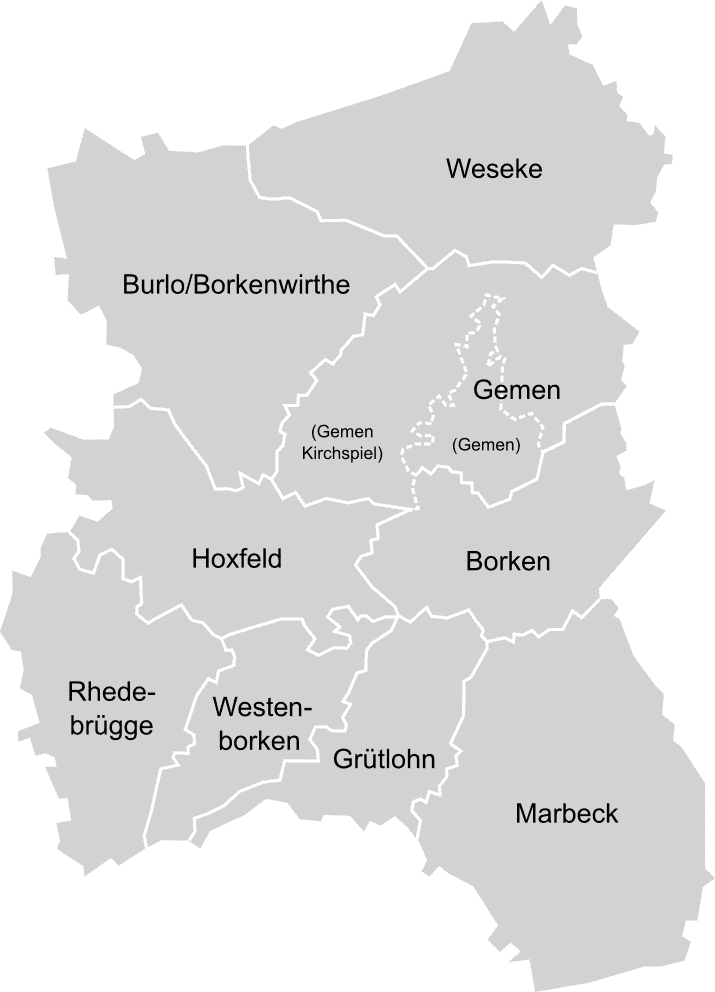
Городские районы Боркена.

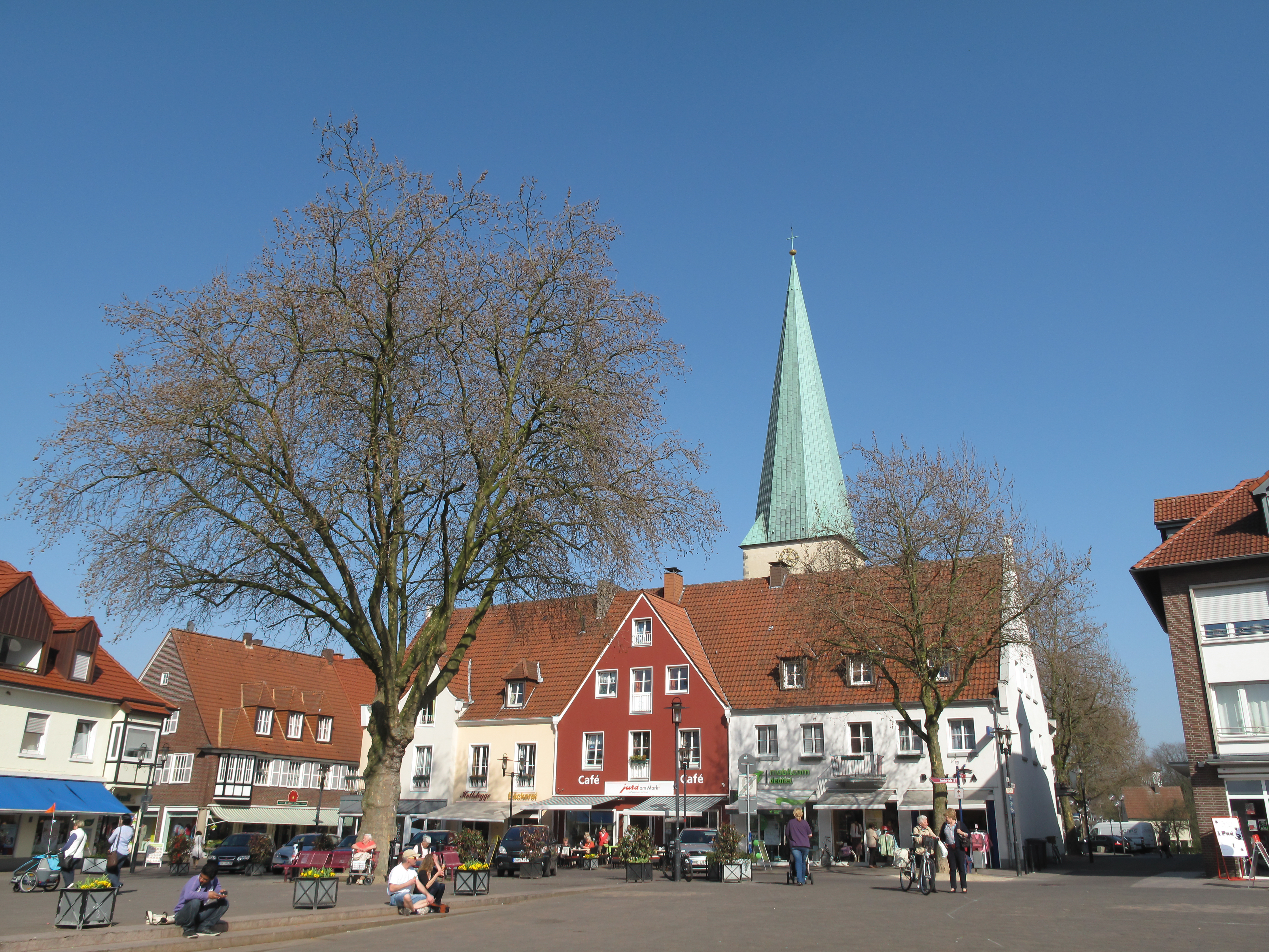
Современный центр города.

1 января 1975 года небольшая территория бывшего муниципалитета Марбек с населением около 240 человек была передана соседней общине Хайден.
В ходе муниципальной реорганизации 1 июля 1969 года состоялось объединение Гемена и ранее независимых общин Боркенвирт, волости Гемен, Грютлон, Хоксфельд, Марбек, Редебрюгге, Везеке и Вестенборкен.
Администрация Гемен-Везеке (город Gemen и община Везеке была преобразованы в городские районы Гемен, Кирхшпиль Гемен и Везеке. Администрация Марбека-Расфельд был распущена, а Расфельд стал независимым городом. Другие общины были преобразованы в городские районы Марбек, Хоксфельд, Грютлон, Редебрюгге, Бурло/Боркенвирте и Вестенборкен.
В настоящее время (2019) город Боркен разделен на 9 административных районов.
| Городские районы (частично объединённые)              | Количество жителей |
| ----------------------------------------------------- | ------------------ |
| 1. Боркен (собственно город)                          | 20107              |
| 2. Гемен                                              | 7466               |
| 3. Везеке                                             | 4968               |
| 4. Бурло/Боркенвирте                                  | 3577               |
| 5. Грютлон 6. Хоксфельд 7. Редебрюгге 8. Вестенборкен | 2762               |
| 9. Марбек                                             | 2463               |

## История
Уже в 800 году бывшая придворная усадьба «Бург» или «Бурк» использовалась Карлом Великим в качестве места отдыха во время его путешествий. Со временем название трансформировалось в Бурке, Буркен и, наконец, в Боркен. В 1226 году граф Дитрих III фон Изенберг (являвшийся также князем-епископом Мюнстера) предоставил Боркену городские права. Городские укрепления, сооружённые в виде городских стен и башен, были впервые упомянуты в 1391 году.
С заключением 19 октября 1765 года в аббатстве Мариенгарден Конвенции Бурло ранее вызывавшая много споров и столкновений граница между герцогством Гелдерн и княжеством-епископством Мюнстер стала твёрдой и уже не менялась. С 1803 по 1810 год Боркен принадлежал Княжеству Салм, с 1810 — к Французской империи. В 1815 году Боркен отошёл к Пруссии и стал частью провинции Вестфалия. В это же время, Боркен становится административным центром вновь образованного района Боркен.
С 1880 по 1905 год город развивается экономически и становится важным железнодорожным узлом. Через него проходят следующие ветки: 1880 год Ванн — Боркен — Винтерсвейк, 1901 год Эмпель — Бохольт — Боркен и Боркен — Бургштайнфурт, 1905 год Боркен — Кёсфельд — Мюнстер.
К концу Второй мировой войны исторический центр Боркене был в значительной степени разрушен бомбардировками. С 1975 по 1978 годы в южной части городского исторического центра была проведена обширная реконструкция. В ходе этого обновления последние остатки исторических зданий, переживших Вторую мировую войну, были снесены.
В 2001 году Боркен отпраздновал своё 775-летие. В 2012 году Боркен расплатился с последними долгами и таким образом стал одним из немногих городов Германии, у которого нет необходимости выплачивать проценты до долговым обязанностям.

## Политика

### Городской совет
По итогам 2009 и 2014 годов 38 мест в городском совете распределяются между партиями следующим образом:
| Партии                                                   | Места | Места | 0 | Доля голосов | Доля голосов |
| Партии                                                   | 2009  | 2014  | 0 | 2009         | 2014         |
| -------------------------------------------------------- | ----- | ----- | - | ------------ | ------------ |
| Христианско-демократический союз Германии (ХДС)          | 16    | 20    | 0 | 42,2 %       | 50,6 %       |
| Социал-демократическая партия Германии (СДПГ)            | 10    | 8     | 0 | 24,5 %       | 21,8 %       |
| Союз 90 / Зелёные                                        | 3     | 4     | 0 | 8,7 %        | 10,1 %       |
| Свободная демократическая партия (Германия)              | 4     | 1     | 0 | 10,2 %       | 4,1 %        |
| Независимое избирательное сообщество района Боркен (UWG) | 4     | 4     | 0 | 11,4 %       | 10,7 %       |
| Федеральная ассоциация свободных избирателей (FWB)       | 1     | 1     | 0 | 3,2 %        | 2,8 %        |

Следующие коммунальные выборы в Городской совет Боркена должны состояться 13 сентября 2020 года.

### Герб и флаг
|  |
|  |

22 апреля 1970 года правительство Мюнстера предоставило право городу Боркену на испольщование собственного герба и флага.

#### Герб
Геральдика: «Из основания серебряного (белого) щита вырастает красная крепость, в которой каменные блоки разделены чёрными линиями. Внизу в центре стены серебром обозначен двойной вход в крепость. Массив стены крепости увенчан сверху зубчатыми бойницами. Выше в центре располагается главная башня с куполом, упирающимся в верхний край щита, а в самой башне прорисована серебром круглая роза окна. По краям выписаны ещё две башни поменьше, имеющие по два черных окна и увенчанные зубчатыми бойницами».
В более ранней версии XX века купол башни изображался в зелёном цвете, а крепость не имела перспективы. Эти 2 версии были опубликованы 24 июня 1910 года и 22 апреля 1970 года. Существовал и вариант, в котором щит был увенчан короной.
Герб восходит к самой старой городской печати 1263 года, на которой без зубчатой стены изображены фланговые башни с остроконечными крышами, а средняя — с плоской конусной крышей и зубцами. Впервые он появился в виде герба общинного стрелкового клуба св. Иоанна в 1578 году. В это время было добавлено изображение крепостной стены, как символа крепости «Бурк», хотя это название существовало за 500 лет до постройки городских укреплений. Происхождение и значение цветов неизвестны.

#### Флаг
Описание флага: "Три вертикальных полосы в соотношении 3:5:3 (красный-белый-красный). На средней белой полосе изображён городской герб без щита, смещённый чуть выше середины.

### Города-побратимы
| - Дания — Альбертслунн - Великобритания — Уитстабл - Польша — Болькув - Германия — Грабов (Мекленбург-Передняя Померания) - Швеция — Мёлндал - Чехия — Ржичани |

Первые официальные партнёрские отношения Боркена с Альбертслуном (Дания) и Уитстаблом (Великобритания) были установлены в 1987 году. Поскольку Альбертслунн уже был в партнёрских отношениях с Мёлндалом в Швеции и с Грабовом в Мекленбурге-Передней Померании, то Боркен также вступил в более тесные контакты с этими двумя городами. Знакомство с городом Болькувом в Польше было инициировано бывшими жителями Болкенхейна, которые нашли вторую родину после трагических для них событий 1945 года в Боркене.
Когда в сентябре 1997 года Боркен отпраздновал свое 10-летнее партнёрство с Альбертслунном и Витстаблом, возникла идея создания общей семьи партнёрских городоа Европы. В рамках этой идеи, спустя шесть лет, в 2003 году были подписаны партнёрские отношения с Болькувом. Грабовом и Мёлндалем и одновременно сформирована общая партнёрская «семья» из указанных пяти городов. 8 сентября 2017 года к ней присоединился чещский город Ржичани.
Поскольку Боркен внёс особый вклад в европейское объединение и реализацию европейской идеи в контексте побратимства города, ему были вручены следующие награды:
- 1996 — Золотая звезда партнерства («Les Etoiles d’Or du Jumelage») Европейской комиссии.
- 1997 — Диплом Совета Европы.
- 1998 — Почётный флаг Совета Европы.
- 1998 — Европейская медаль Института европейского партнерства и международного сотрудничества (IPZ).
- 2007 — Почётный знак Совета Европы.

Ежегодно между Боркеном и шестью городами-побратимами проводятся визиты официального и частного характера. Часть из них стали уже традиционными.

## Достопримечательности

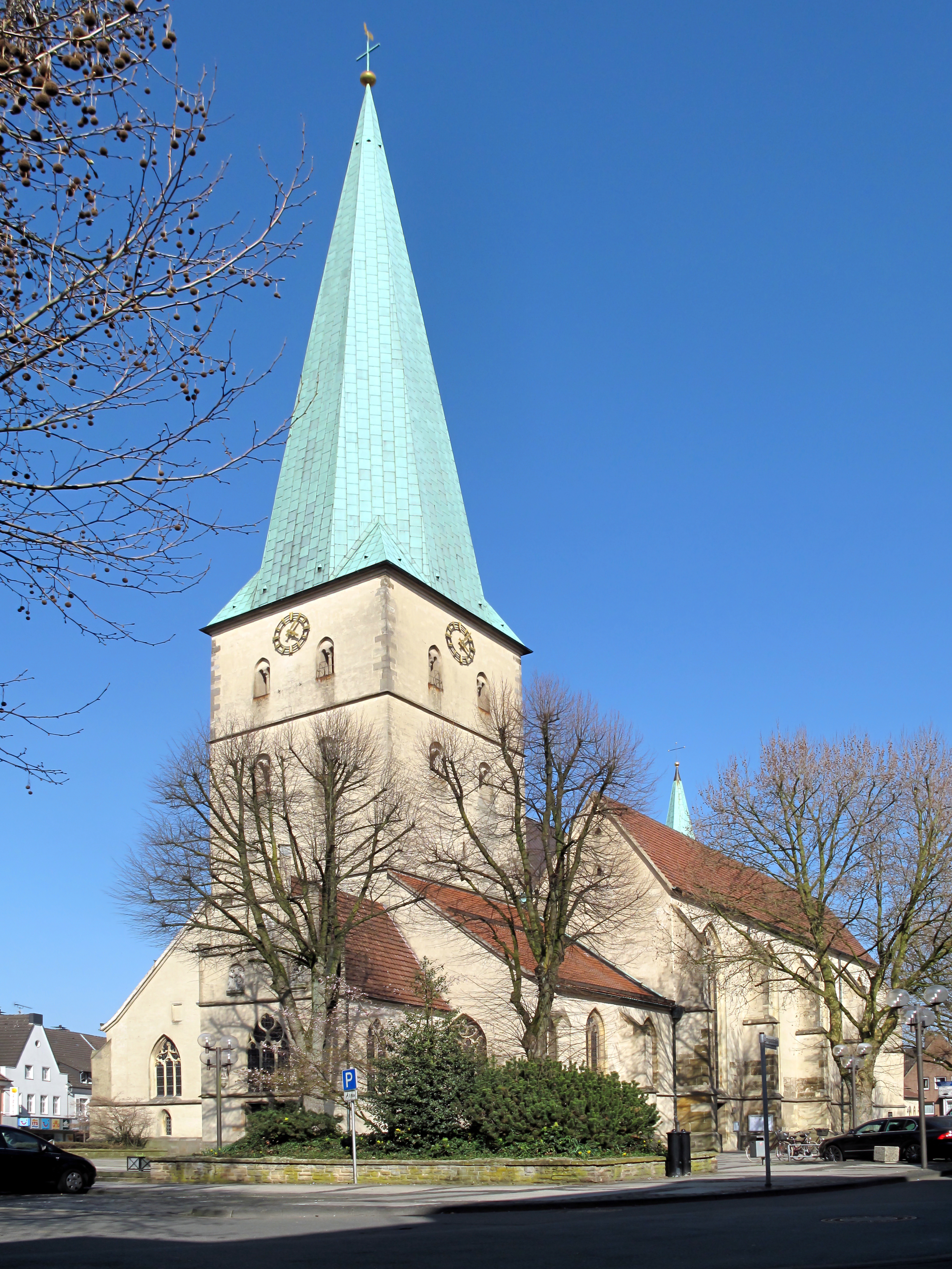
Церковь Св. Ремигия.

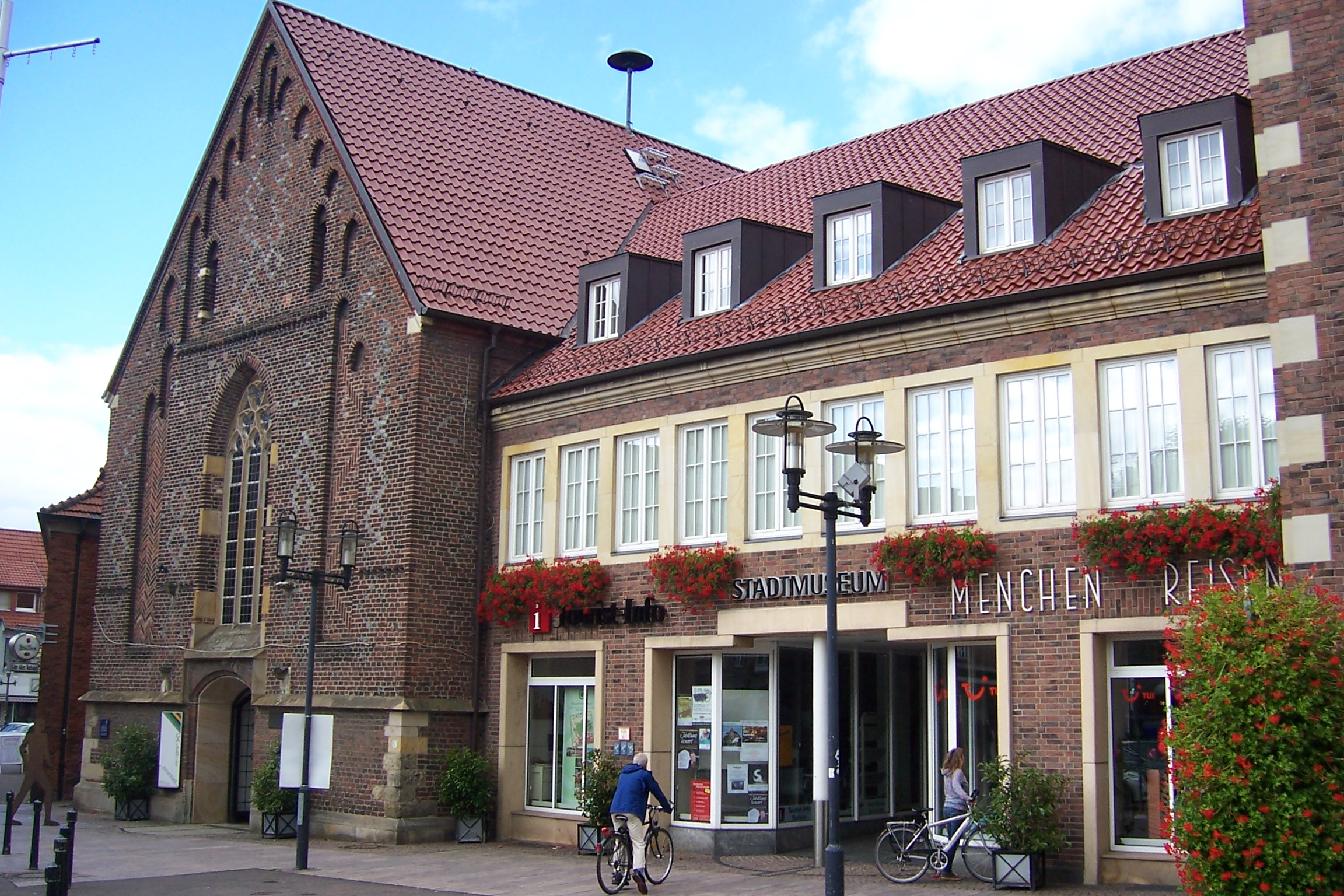
Бывшее здание церковь Святого Духа.

### Архитектурные

#### Церкви
В Боркене действует несколько церквей различных конфессий.
Старейшей на сегодняшний день является церковь Св. Ремигия, построенная около 1160 года. Она расположена на Папенстегге 10. К юго-востоку от Св. Ремигия находится двухэтажный дом бывшего деканата, а ныне административное бюро и жильё католического приходского священника в центре зелёной зоны. Особняк был построен в 1769 году.
Второй старейшей действующей церковью является Йоханнескирхе, построенная около 1700 года и имеющая богатый интерьер в стиле барокко.
Есть в городе и другие церкви, но они закрыты и используются по разному.
Бывшая церковь Святого Духа сейчас является городским музеем и залом заседаний ратуши. Являясь бывшей паломнической церковью больницы Святого Духа, она была осквернена в 1809 году. Эта кирпичная однонефовая (зального типа) церковь с сигнатуркой, была сооружена около 1380/90. Северная и южная стороны с их слепыми аркадами и ромбовидными узорами выполнены в качестве фронтонов. Полностью сгоревшее во время Второй мировой войны, здание было перестроено с 1950 по 1952 год без каких-либо изменений внешнего вида отдано старое здание ратуши. Бывшая церковь служит городским музеем с 1966 года.
Бывшая приходская церковь Святого Иосифа была построена в 1950-х годах и осквернена в 2006 году. После дорогостоящей реконструкции здесь разместился молодёжный центр и Высшая Народная Школа (VHS).
Старая ратуша на Хайлиг-Гайст-штрассе теперь функционирует как городской музей и место размешения магазинов. Простое кирпичное здание, в котором находилась бывшая церковь Святого Духа, было открыто в 1953 году. Двухэтажное здание с карнизной крышей, которое до сих пор является традицией архитектуры национальной безопасности, окружено с востока квадратной башней, перекрытой балюстрадой. Башня, которая снабжена аркадой на первом этаже, увенчана изящной, покрытой медью колокольней. Со временем подвал ратуши был изменён и оборудован торговыми точками. Здание используется в качестве городского музея с 1987 года; Администрация города в настоящее время размещается в комплексе зданий по улице «Им Пиперсхаген 17».

#### Замки
В северной части города находится дворцово-замковый комплекс Гемен.